# Nevraphes talparum
Nevraphes talparum är en skalbaggsart som beskrevs av Lokay 1920. Nevraphes talparum ingår i släktet Nevraphes, och familjen glattbaggar. Arten är reproducerande i Sverige.